# Fayette (Ohio)
Fayette és una vila dels Estats Units a l'estat d'Ohio. Segons el cens del 2000 tenia 1.340 habitants.

## Demografia
Segons el cens del 2000, Fayette tenia 1.340 habitants, 541 habitatges, i 360 famílies. La densitat de població era de 568,5 habitants/km².
Per edats la població es repartia de la següent manera: un 28,4% tenia menys de 18 anys, un 10,6% entre 18 i 24, un 30% entre 25 i 44, un 19,8% de 45 a 60 i un 11,2% 65 anys o més.
L'edat mediana era de 31 anys. Per cada 100 dones de 18 o més anys hi havia 88 homes.
La renda mediana per habitatge era de 32.115 $ i la renda mediana per família de 39.196 $. Els homes tenien una renda mediana de 29.950 $ mentre que les dones 23.077 $. La renda per capita de la població era de 15.265 $. Aproximadament el 7,2% de les famílies i el 9,7% de la població estaven per davall del llindar de pobresa.

## Poblacions properes
El següent diagrama mostra les poblacions més properes.